# HbbTV
HbbTV (Hybrid Broadcast Broadband TV) is een technologie die omroepdiensten combineert met diensten die via internet worden aangeboden. Via het omroepsignaal worden extra gegevens meegezonden die door het televisietoestel of de settopbox gecombineerd worden met gegevens van internet.
Voorbeelden van mogelijkheden van HbbTV zijn:
- uitgebreide teletekst met grafieken, foto's en filmpjes;
- mediatheek voor video op aanvraag, zoals uitzending gemist;
- elektronische programmagids met mogelijkheid om gemiste programma's te bekijken;
- het stemmen op kandidaten van een zangwedstrijd (televoting).

HbbTV is onder andere beschikbaar bij NPO 1, 2 en 3, SBS6 HD, Veronica HD, Net5 HD, Das Erste, ZDF, TF1, France 2, ARTE en France 3.
Om HbbTV te kunnen gebruiken moet het televisietoestel of de settopbox hiervoor geschikt zijn. Dit is niet bij alle internetvaardige apparaten het geval. Ook dient de tv-aanbieder, zoals een kabelmaatschappij, het signaal door te geven.